# 长萼粗叶木
长萼粗叶木（学名：Lasianthus longisepalus）为茜草科粗叶木属下的一个种。其种加词“longisepalus”意为“有长萼片的”。